# Für drei Dollar Blei
Für drei Dollar Blei (Originaltitel: Tre dollari di piombo) ist ein Italowestern aus dem Jahr 1964. Die italienisch-spanisch-französische Koproduktion wurde von Pino Mercanti unter Pseudonym inszeniert und am 11. Juli 1967 im deutschsprachigen Raum erstaufgeführt.

## Handlung
Rudy Wallace kehrt nach einigen Jahren zur Ranch seines Vaters zurück, die er völlig zerstört vorfindet. Die gesamte Gegend von Dallas steht unter der Herrschaft des reichen Morrison, der die lästigen Farmer der Gegend mit Hilfe des gewaltbereiten Mark loswerden möchte und auch für den Tod von Wallaces Vater verantwortlich ist. Nachdem er vergeblich versucht hat, andere Bewohner zum Handeln gegen Wallace zu veranlassen, geht Rudy selbst ans Werk, wird in der Erfüllung seiner Rache aber durch Sheriff Raf behindert, der wegen einer Schlägerei hinter ihm her ist. Raf lernt Rudys Charakter kennen und hilft ihm schließlich, seine Rache zu vollenden.

## Kritik
Kurz fasste sich das Lexikon des internationalen Films: „Eurowestern zwischen Brutalität und Idylle.“ Etwas zynischer formuliert Christian Keßler: „Noch so ein Film, wo man keinen allzu großen Fehler begeht, wenn man stattdessen lieber ein gutes Buch liest“; daneben sieht er eine „altbackene Rachegeschichte“ mit „staubigen Dialogzeilen“.